# Taz (rivier)
De Taz (Russisch: Таз) is een rivier in het noordoosten van West-Siberië. De Taz ontspringt in het mid-oosten van het West-Siberisch Laagland op de grens tussen Jamalië en Tajmyr (kraj Krasnojarsk) en stroomt vandaaruit noordwestwaarts door uitgestrekte moerassen over de poolcirkel in de richting van de Noordelijke IJszee. Bij Tazovskoje stroomt de Taz in de Tazboezem die, na een aantal andere rivieren zoals de Poer te hebben opgenomen, ongeveer 250 kilometer verderop in de Obboezem stroomt. Enkele van de belangrijkste zijrivieren zijn de Bolsjaja Sjirta en Choedosej aan de rechterkant en de Tolka en Tsjaselka aan de linkerkant. Het gebied waar de Taz doorheen stroomt is bezig warmer te worden door de opwarming van de aarde, waarbij tussen 1973 en 2001 ongeveer 11 procent van de meren verdween.
Aan de Taz lag in de 17e eeuw het handelscentrum Mangazeja.